# U-822
U-822 – niemiecki okręt podwodny (U-Boot) typu VII C z okresu II wojny światowej. Okręt, jeden z dwóch zbudowanych w szczecińskiej stoczni Oderwerke AG, wszedł do służby w 1944 roku. Jedynym dowódcą był Oblt. Josef Elsinghorst.

## Historia
Okręt włączony do 4. Flotylli U-Bootów w ramach szkolenia; zakończenie wojny uniemożliwiło podjęcie działań bojowych.
U-822 został samozatopiony 5 maja 1945 roku w Wesermünde (operacja Regenbogen). Wrak złomowano w 1948 roku.